# Avicularia avicularia
Espèce
Synonymes
- Aranea avicularia Linnaeus, 1758
- Aranea vestiaria De Geer, 1778
- Mygale scoparia C. L. Koch, 1841
- Avicularia vulpina Ausserer, 1871
- Avicularia velutina Simon, 1889
- Avicularia exilis Strand, 1907
- Avicularia ancylochira Mello-Leitão, 1923
- Avicularia cuminami Mello-Leitão, 1930
- Avicularia nigrotaeniata Mello-Leitão, 1940

Avicularia avicularia est une espèce d'araignées mygalomorphes de la famille des Theraphosidae.

## Distribution
Cette espèce se rencontre au Venezuela, à Trinité-et-Tobago, au Guyana, au Suriname, en Guyane, au Brésil, en Bolivie et au Pérou.

## Description

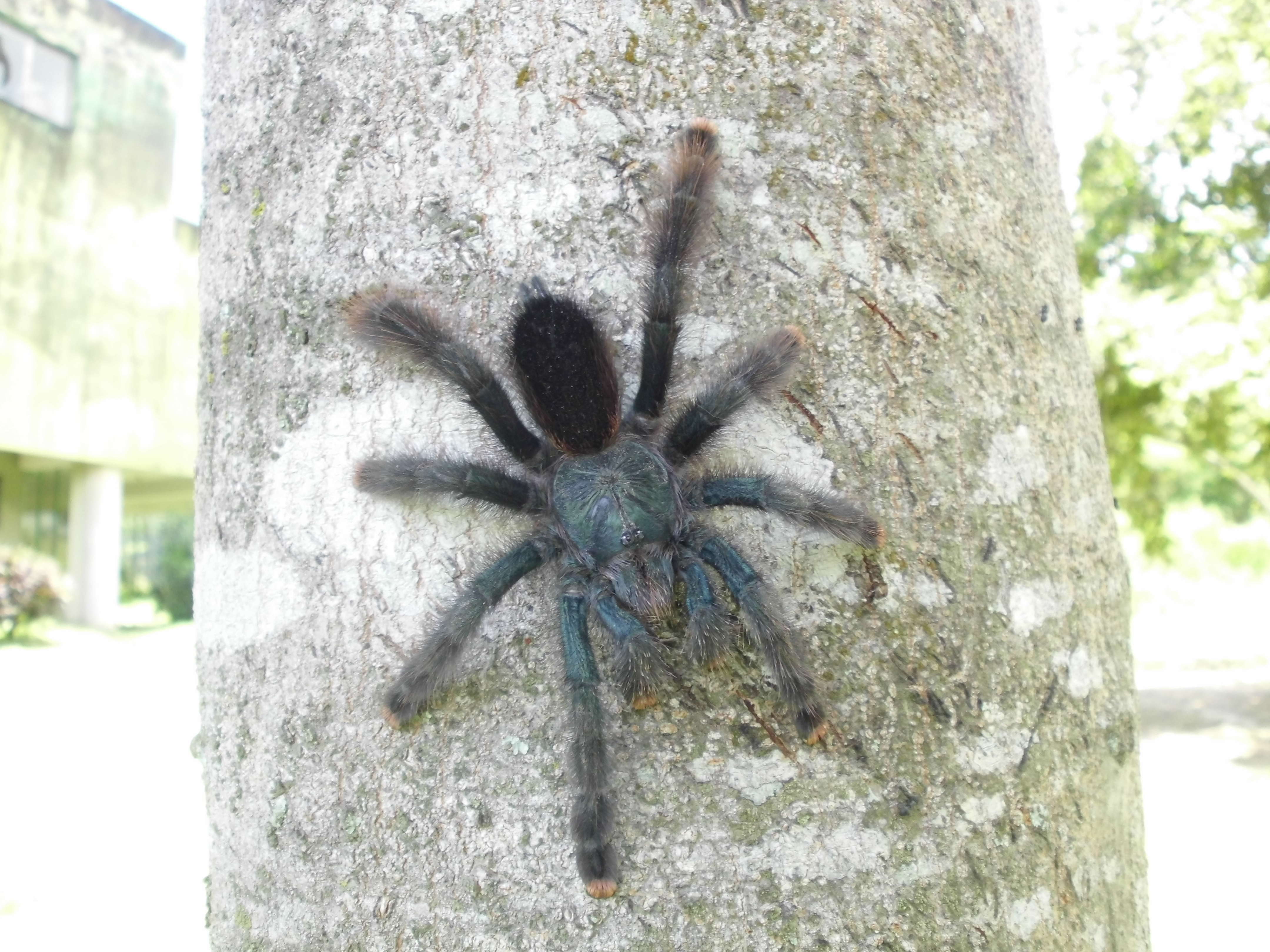
Avicularia avicularia

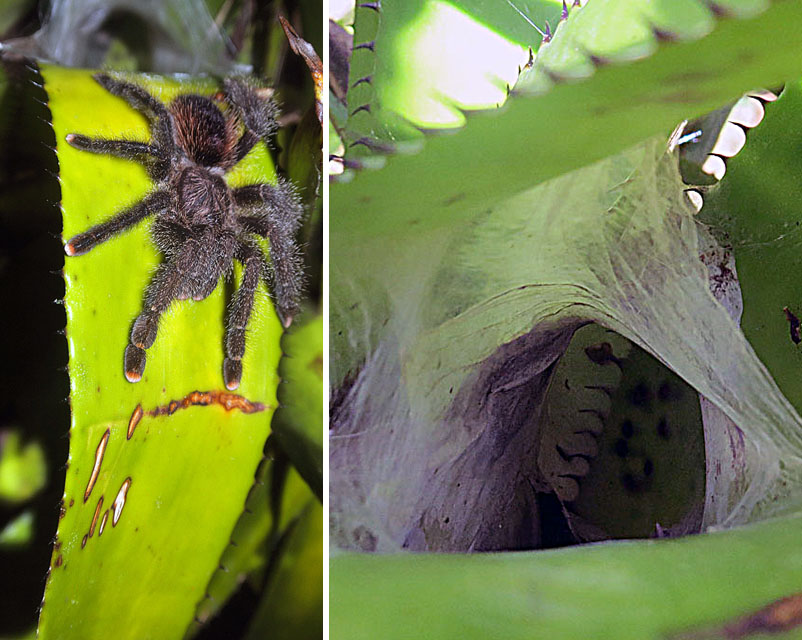
Avicularia avicularia

La carapace du mâle décrit par Fukushima et Bertani en 2017 mesure 17,23 mm de long sur 16,81 mm et l'abdomen 19,83 mm de long sur 13,01 mm et la carapace de la femelle mesure 19,39 mm de long sur 17,68 mm et l'abdomen 26,37 mm de long sur 13,39 mm.
Son corps est noir avec des chaussettes oranges à l'extrémité de ces pattes.

## En captivité
Cette espèce se rencontre en terrariophilie.

## Publication originale
- Linnaeus, 1758 : Systema naturae per regna tria naturae, secundum classes, ordines, genera, species, cum characteribus, differentiis, synonymis, locis, ed. 10 (texte intégral).